# ارسلان جمال
ارسلان جمال (۱۹۶۶ – ۱۵ اکتبر ۲۰۱۳ (عمر ۴۸)) سیاست‌مدار اهل افغانستان بود. وی والی خوست و بعد از آن به عنوان والی لوگر برگزیده شد. سال ۲۰۱۳ در حمله‌ای تروریستی در ولایت لوگر جان باخت.